# سلیمانیه (سبزوار)
سلیمانیه، روستایی است از توابع بخش مرکزی شهرستان سبزوار استان خراسان رضوی ایران.

## جمعیت
این روستا در دهستان قصبه شرقی قرار داشته و بر اساس سرشماری سال ۱۳۸۵ جمعیت آن ۶۸ نفر (۲۰ خانوار)
بوده است.